# Vojtěch Novotný (biolog)
Vojtěch Novotný (* 20. listopadu 1964 Nové Město na Moravě) je český biolog. Zabývá se především ekologií tropického hmyzu. Řídí terénní výzkumnou stanici na Papui Nové Guineji.

## Biografie
Vojtěch Novotný vyrůstal ve městě Svratka v Kraji Vysočina, kde se již jako malý zajímal o hmyz. Vystudoval gymnázium ve Žďáru nad Sázavou a pokračoval studiem biologie na  Přírodovědecké fakultě Univerzity Palackého v Olomouci. Doktorát získal v Entomologickém ústavu Biologického centra Akademie věd ČR v Českých Budějovicích, kde od roku 1989 také pracuje. Přednáší na Přírodovědecké fakultě Jihočeské univerzity a od roku 1997 vede terénní stanici New Guinea Binatang Research Center na Papui Nové Guineji. V roce 2009 se stal členem Učené společnosti České republiky. Uvádí jej Stanfordský seznam 2% nejcitovanějších světových vědců.

## Publikace
- Papuánské (polo)pravdy, 2004, druhé, rozšířené vydání 2010 – sbírka esejů původně psaných pro časopis Vesmír[2]

## Film
O jeho práci vznikl v roce 2020 pětidílný televizní dokument Papua Nová Guinea: dva světy režisérky Kateřiny Mikulcové.